# Хора Маре (Караш-Северин)
Хора Маре (рум. Hora Mare) насеље је у Румунији у округу Караш-Северин у општини Корнерева. Oпштина се налази на надморској висини од 787 m.

## Становништво
Према подацима из 2002. године у насељу је живело 83 становника, од којих су сви румунске националности.